# Linfangiosarcoma
Il linfangiosarcoma è una neoplasia rara inclusa nella categoria dei sarcomi e che si origina dalle cellule dell'endotelio dei vasi linfatici. Tende a svilupparsi negli arti, sia superiori che inferiori. Si origina soprattutto negli individui con una lunga storia di linfedema agli arti, ad esempio nelle donne sottoposte a mastectomia per via di una neoplasia della mammella. In altri casi, il linfedema cronico degli arti può essere dovuto a filariasi, immobilizzazione prolungata, trattamenti radioterapici o asportazione di altri tipi di tumore, come i melanomi.
Il linfangiosarcoma si manifesta con la crescita di più noduli in rilievo sull'arto colpito dalla neoplasia; tali noduli sono di colore rosso vivo o violaceo e assumono una consistenza dura, legnosa. Essi crescono con rapidità e hanno una spiccata tendenza a metastatizzare, soprattutto ai polmoni e alla pleura, anche a distanza di molto tempo.
La prognosi del linfangiosarcoma è solitamente negativa; la sopravvivenza a 5 anni dalla diagnosi è poco probabile. Il trattamento del tumore, in ogni caso, si basa sull'asportazione radicale dei noduli neoplastici mediante interventi chirurgici; a ciò si fa affiancare un trattamento chemioterapico e radioterapico.